# Koppigen
Koppigen – gmina (niem. Einwohnergemeinde) w Szwajcarii, w kantonie Berno, w regionie administracyjnym Emmental-Oberaargau, w okręgu Emmental.

## Demografia
W Koppigen mieszkają 2 104 osoby. W 2020 roku 5,9% populacji gminy stanowiły osoby urodzone poza Szwajcarią.

## Transport
Przez teren gminy przebiega autostrada A1 oraz drogi główne nr 1, nr 251, nr 254 oraz nr 270.